# Супутниця королеви (мультфільм)
«Супутниця королеви» (рос. «Спутница королевы») — анімаційний фільм Творчого об'єднання художньої мультиплікації студії Київнаукфільм. Мультфільм озвучено російською мовою.

## Сюжет
Добре росте буряк у працелюбної Галі Маяк, а у сусіда-пияка все заросло бур'яном, гуляють хмари жуків-довгоносиків. Галя рятує буряк, а сусід перетворюється в чортополох.

## Творча група
- Автор сценарію: Григорій Александров
- Режисер-постановник: Ірина Гурвич
- Художник-постановник: Яків Горбаченко
- Оператор: Григорій Островський
- Звукооператори: Р. Пекар, Ігор Погон
- Композитор: Яків Лапинський
- Художники-мультиплікатори: Володимир Гончаров, Марк Драйцун, Адольф Педан, Євген Рабінович, Леонід Телятніков, Оксана Ткаченко, Борис Храневич, Давид Черкаський
- Художники-декоратори: Л. Гриценко, В. Диман, Т. Лев'єва
- Асистенти: Анатолій Гаврилов, Алла Криворотенко, Олександр Лавров, Тасія Швець
- Вірші Миколи Сома
- Читає: Наталія Міщенко
- Редактор: Таїсія Дмитрук

## Дивись також
- Фільмографія ТО художньої мультиплікації студії "Київнаукфільм"